# Suzuki Advanced Cooling System

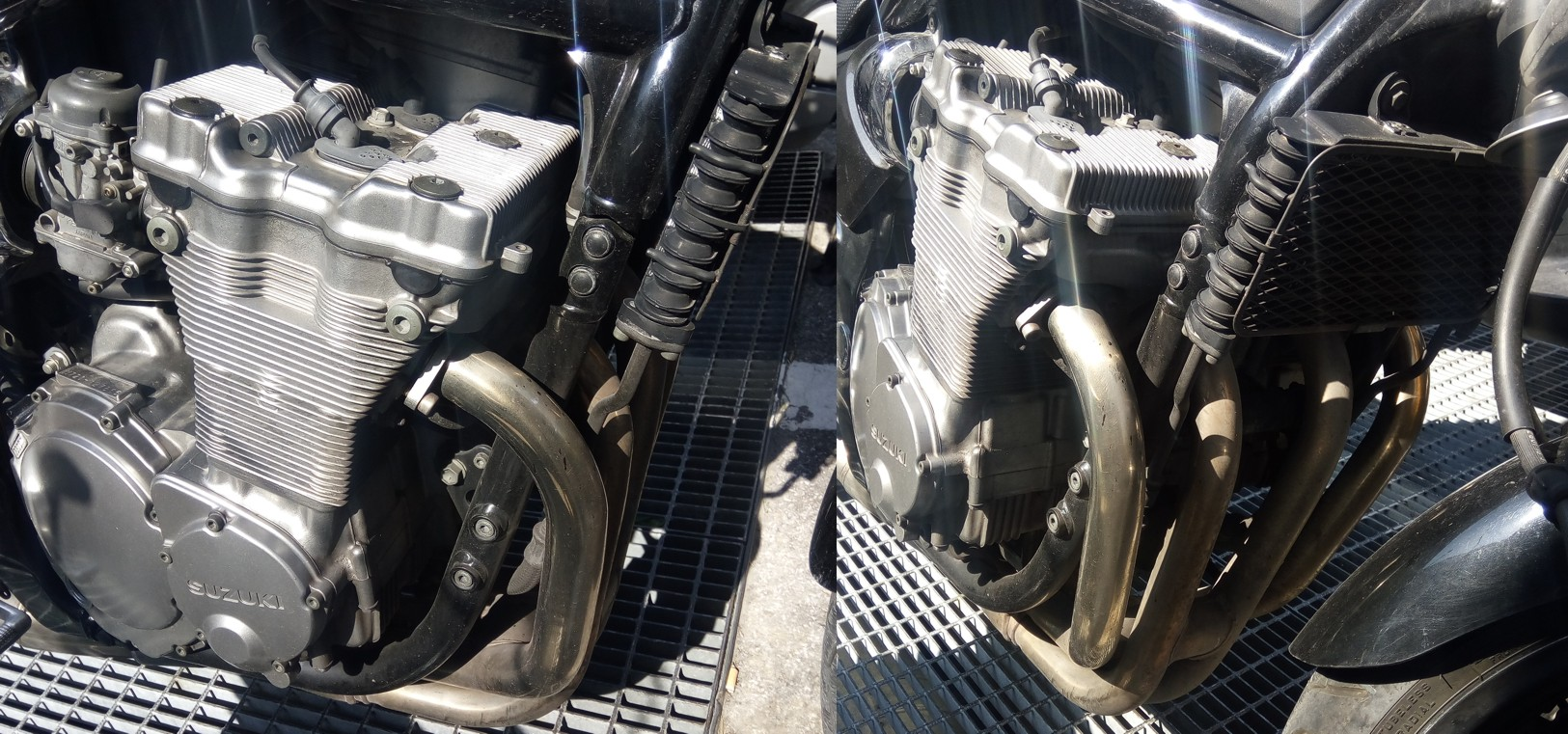
Moto della Suzuki con impianto SACS

SACS, sigla per Suzuki Advanced Cooling System (sistema avanzato Suzuki di raffreddamento) è un sistema di raffreddamento per motori 4 tempi.

## Descrizione
Derivato direttamente dalla tecnologia aeronautica di costruzione del Motore radiale, utilizza un'alettatura sul cilindro e testata (esattamente come nei sistemi ad aria, ma meno pronunciate e molto più fitte) per dissipare il calore e un sistema di circolazione forzata di olio raffreddato da un radiatore.
I motori con questa tecnologia sono caratterizzati dalla copiosa presenza di olio nel carter motore, che è chiamato contemporaneamente sia a lubrificare le parti in movimento, che a raffreddare la testa del motore e la parte inferiore dei pistoni tramite piccoli getti posti sull'albero a gomiti.
Nato per unire i vantaggi dei motori raffreddati ad aria (il peso) alla compattezza tipica di quelli ad acqua, trovò il proprio limite al salire delle prestazioni: l'olio ha infatti una minore Conducibilità termica rispetto all'acqua, e per contenere le temperature si rendevano necessari radiatori sempre più grandi, fino a uguagliare in superficie quelli di moto equivalenti, ma raffreddate ad acqua. Un'altra caratteristica che ne causò l'abbandono era l'elevata temperatura di lavoro del propulsore, che, anche se non causava nessun problema tecnico (almeno fino a temperature intorno ai 120°), ovviamente causavano disagio all'utilizzatore.

## Storia
Brevettato da Suzuki negli anni ottanta e utilizzato fino al 2006 in campo motociclistico. Tra le due ruote che lo hanno utilizzato uno dei modelli più conosciuti e apprezzati è la Suzuki Bandit.
Questo tipo di raffreddamento ha per tanti anni equipaggiato la serie GSX-R, la sportiva di casa Suzuki che nel 1984 inventò il settore delle "race replica", dove tale unità si distingue per l'elevata potenza specifica associata a una robustezza quasi leggendaria, un particolare che ha dell'incredibile se si pensa a quanta cura richiedono gli attuali motori ad altissime prestazioni. Non è infrequente, infatti, veder circolare ancora oggi dei vecchi GSX-R in ottime condizioni con chilometraggi assolutamente inusuali per delle motociclette supersportive (anche 100.000 e più chilometri).
Verso il 1995 il motore con sistema SACS, per via della sua scarsa efficacia raffreddante e aspetti negativi legati al tipologia di tecnologia, ormai aveva segnato decisamente il passo nel settore delle supersportive, ma restava un'ottima unità, adattabile praticamente a costo zero, per equipaggiare delle naked turistiche. Cosa che del resto in quella data già stava facendo con la Bandit.